# Mirosternus solitarius
Mirosternus solitarius är en skalbaggsart som beskrevs av Perkins 1910. Mirosternus solitarius ingår i släktet Mirosternus och familjen trägnagare. Inga underarter finns listade i Catalogue of Life.